# Radnovský potok
Radnovský potok je přítok Blhu v okrese Rimavská Sobota v Banskobystrickém kraji na Slovensku.

## Průběh toku
Potok pramení na okraji lesa východně od Sútora a severně od Bottova na katastru Radnovců v nadmořské výšce 220 m n. m. V celé délce potok teče východním směrem a po katastru Radnovců, částečně po hranici s katastrem Viesky nad Blhom. Okolí koryta je porostlé stromy a keři. Potok protéká severním okrajem Radnovců kolem fotbalového hřiště. Radnovský potok se severo-severovýchodně od Radnovců zprava vlévá do Blhu v nadmořské výšce 170 m n. m.